# Somos (álbum de Jarabe de Palo)
Somos es el noveno disco de Jarabe de Palo. Se publicó en España en 2014. Cuenta con las colaboraciones de Gabylonia, La Duende, Leiva y Ximena Sariñana.
El primer sencillo, "Somos", fue publicado el 5 de noviembre de 2013.

## Lista de canciones
1. "Somos" (con Gabylonia y La Duende) - 4:08
2. "Hoy no soy yo" - 3:50
3. "Tú mandas" - 3:11
4. "Vecina" (con Leiva) - 3:16
5. "¿A dónde vas?" (con Ximena Sariñana) - 3:32
6. "Bala perdida" - 4:10
7. "Siempre, nunca, nada" - 3:41
8. "Tú no sabes quién soy" - 3:32
9. "Lo que te voy a decir" - 3:16
10. "A mi novia le gustan las chicas" - 3:30
11. "Ilusinaciones" - 4:06
12. "Buenas noticias" - 3:42
13. "Siamo" (con Gabylonia y La Duende) - 4:08 [Canción extra de la versión italiana]
14. "Oggi non sono io" (Con Kekko Silvestre) - 3:50 [Canción extra de la versión italiana]